# Ampelopsis japonica
Ampelopsis japonica är en vinväxtart som först beskrevs av Carl Peter Thunberg, och fick sitt nu gällande namn av Tomitaro Makino. Ampelopsis japonica ingår i släktet Ampelopsis och familjen vinväxter. Inga underarter finns listade i Catalogue of Life.